# 関口智弘
関口 智弘（せきぐち ともひろ、1979年9月8日 - ）は、日本の実業家、著作家、パズル作家。メンサ会員。

## 人物

### 経歴
城西大学付属川越高等学校を卒業し、成蹊大学に入学。
大学在学中にヒッチハイクで列島縦断を行った。ボードを掲げる時の視認性の工夫について考えるうちに、看板広告についての調査や研究を行うようになり、広告業界に興味を持った。
大学卒業後、楽天グループ株式会社をはじめIT企業や広告代理店を経て、2007年に独立し、競走馬ビジネス、インターネットビジネス、システム開発やリース、執筆活動などを展開している。
2017年よりメンサの会員となり、パズル作家としても活動している。

### 馬主
2013年からオーストラリアで、2014年からはシンガポールで馬主業を行っている。
初出走の南半球最大の競走馬セール会社・Inglis社主催のレース『イングリスクラシックステークス』において、リステッド競走で勝利し、現地日本人馬主として初の快挙を成し遂げる。
2014年3月のスイートエンブレイスステークス（英語: Sweet Embrace Stakes）で、現地日本人馬主として当時史上最年少でのグループレース初制覇を達成。
2017年にはJRAの藤井勘一郎とのタッグを組み、当時の世界最強馬ウィンクス号に挑戦し、6着となる。
海外のマスメディアでは「Tommy Sekiguchi」と表記されることが多い。

## 活動

### 著書
| タイトル                                                               | 発売日         | ISBN          |
| ---------------------------------------------------------------------- | -------------- | ------------- |
| これからの「稼ぎ」の仕組みをつくろう                                   | 2010年11月29日 | 9784341084639 |
| 高ＩＱ者が考えた 解くだけで頭がよくなるパズル (集英社ノンフィクション) | 2019年6月26日  | 9784087880182 |

| タイトル                                                                               | 発売日        | ISBN          |
| -------------------------------------------------------------------------------------- | ------------- | ------------- |
| 群れない力 「人付き合いが上手い人ほど貧乏になる時代」における勝つ人の習慣 (経済界新書) | 2013年4月25日 | 9784766720471 |

### 掲載
| 記事名                                                              | 掲載日        | 掲載元                   |
| ------------------------------------------------------------------- | ------------- | ------------------------ |
| IQが高いってどういうこと？ メンサ会員が語る「脳」の切り替え方       | 2019年8月29日 | フジニュースネットワーク |
| メンサ会員が教える “頭の使い方”の悪い人がやめられない「７つの習慣」 | 2019年10月6日 | フジニュースネットワーク |

### 連載記事
|       | 記事名                                                         | 掲載日        | 掲載元                   |
| ----- | -------------------------------------------------------------- | ------------- | ------------------------ |
| 第1回 | もっと頭がよくなるかも？メンサ会員が考えた大人の“脳トレ”       | 2019年9月1日  | フジニュースネットワーク |
| 第2回 | 上手く自分の脳と付き合えてる？メンサ会員が考えた大人の“脳トレ” | 2019年9月8日  | フジニュースネットワーク |
| 第3回 | 1分で解ける！メンサ会員が考えた大人の“脳トレ”                  | 2019年9月15日 | フジニュースネットワーク |
| 第4回 | 声に出して読んでみよう！メンサ会員が考えた大人の“脳トレ”       | 2019年9月22日 | フジニュースネットワーク |
| 第5回 | ヨコだけでなくタテも見よう！メンサ会員が考えた大人の“脳トレ”   | 2019年9月29日 | フジニュースネットワーク |

|       | 記事名                                                    | 掲載日        | 掲載元                   |
| ----- | --------------------------------------------------------- | ------------- | ------------------------ |
| 第1回 | 「？」に入るのはなんでしょう…？【大人も子どもも“脳トレ”】 | 2020年3月16日 | フジニュースネットワーク |
| 第2回 | 空白に入るのはなんでしょう？【大人も子どもも“脳トレ”】    | 2020年3月18日 | フジニュースネットワーク |
| 第3回 | てんびんが釣り合うには…？【大人も子どもも“脳トレ”】       | 2020年3月23日 | フジニュースネットワーク |
| 第4回 | 4つの共通点は何でしょう…？【大人も子どもも“脳トレ”】      | 2020年3月25日 | フジニュースネットワーク |
| 第5回 | わかったらスゴイかも…！【大人も子どもも“脳トレ”】         | 2020年3月30日 | フジニュースネットワーク |